# Lista de países por consumo de antidepressivos
Esta é uma lista de países por consumo de antidepressivos de acordo com dados publicados pela Organização para a Cooperação e Desenvolvimento Econômico.

## Lista da OECD
A fonte dos dados abaixos é a OECD Health Statistics 2022, publicada pela Organização para a Cooperação e Desenvolvimento Econômico (OCDE) em julho de 2022.
A unidade de medida usada pela OCDE é a defined daily dose (lit. "dose diária definida"), definida pela Organização Mundial da Saúde como "a média de manutenção assumida por dia para uma droga utilizada em sua principal indicação em adultos." As fontes usadas pela OCDE são em geral autoridades nacionais de saúde.
| País             | DDD por 1000 habitantes | Ano  | Dados incluem medicamentos dispensados em hospitais | Dados incluem medicamentos não reembolsáveis | Dados incluem MIPs |
| ---------------- | ----------------------- | ---- | --------------------------------------------------- | -------------------------------------------- | ------------------ |
| Islândia         | 161,1                   | 2021 | Não                                                 | Sim                                          | Sim                |
| Portugal         | 139,6                   | 2021 | Não                                                 | Sim                                          | Sim                |
| Canadá           | 130,4                   | 2021 | Não                                                 | Não                                          | Parcial            |
| Austrália        | 122,2                   | 2020 | Não                                                 | Sim                                          | Não                |
| Suécia           | 108,9                   | 2021 | Sim                                                 | Sim                                          | Sim                |
| Reino Unido      | 107,9                   | 2017 | Não                                                 | Não                                          | —                  |
| Espanha          | 92                      | 2021 | Parcial                                             | Não                                          | Não                |
| Chile            | 90,7                    | 2021 | Sim                                                 | —                                            | Sim                |
| Dinamarca        | 84,6                    | 2021 | Sim                                                 | Sim                                          | Sim                |
| Bélgica          | 83,8                    | 2020 | Não                                                 | Não                                          | Não                |
| Finlândia        | 81,5                    | 2020 | Sim                                                 | Sim                                          | Sim                |
| Nova Zelândia    | 72,8                    | 2014 | —                                                   | —                                            | —                  |
| Grécia           | 70,6                    | 2021 | Não                                                 | Não                                          | Não                |
| República Tcheca | 65,7                    | 2020 | Sim                                                 | Sim                                          | Sim                |
| Eslovênia        | 63,6                    | 2020 | Não                                                 | Sim                                          | Parcial            |
| Áustria          | 63,2                    | 2020 | Não                                                 | Parcial                                      | Não                |
| Alemanha         | 62,2                    | 2020 | Sim                                                 | Parcial                                      | Não                |
| Noruega          | 61,1                    | 2021 | Sim                                                 | Sim                                          | Sim                |
| Israel           | 57,7                    | 2021 | Não                                                 | Não                                          | Não                |
| Luxemburgo       | 57,3                    | 2021 | Sim                                                 | Não                                          | Não                |
| França           | 54,5                    | 2020 | Sim                                                 | Sim                                          | Sim                |
| Turquia          | 48,9                    | 2020 | Não                                                 | Sim                                          | Parcial            |
| Eslováquia       | 48,2                    | 2020 | Sim                                                 | Sim                                          | Sim                |
| Países Baixos    | 47,3                    | 2020 | Não                                                 | Não                                          | Não                |
| Itália           | 44,4                    | 2021 | Sim                                                 | Não                                          | Não                |
| Estônia          | 40,7                    | 2021 | Sim                                                 | Sim                                          | Sim                |
| Costa Rica       | 39                      | 2020 | Sim                                                 | Sim                                          | Não                |
| Lituânia         | 36,8                    | 2020 | Sim                                                 | Sim                                          | Sim                |
| Hungria          | 29,8                    | 2021 | Não                                                 | Não                                          | Não                |
| Coreia do Sul    | 27,4                    | 2020 | Sim                                                 | Sim                                          | Sim                |
| Letônia          | 21,5                    | 2021 | —                                                   | —                                            | —                  |